# Grosser Preis des Kantons Aargau 2023
Il Grosser Preis des Kantons Aargau 2023, cinquanovesima edizione della corsa, valevole come evento dell'UCI Europe Tour 2023 categoria 1.1, si svolse il 9 giugno 2023 su un percorso di 173,8 km, con partenza e arrivo a Leuggern, in Svizzera. La vittoria fu appannaggio del belga Thibau Nys, il quale completò il percorso in 4h18'29", alla media di 40,343 km/h, precedendo lo svizzero Marc Hirschi e lo spagnolo Pello Bilbao.
Sul traguardo di Leuggern 97 ciclisti, dei 143 partiti dalla medesima località, hanno portato a termine la competizione.

## Squadre partecipanti
| N.      | Cod. | Squadra                  |
| ------- | ---- | ------------------------ |
| 1-7     | UAD  | UAE Team Emirates        |
| 11-17   | ACT  | AG2R Citroën Team        |
| 21-27   | TBV  | Bahrain Victorious       |
| 31-37   | BOH  | Bora-Hansgrohe           |
| 41-47   | COF  | Cofidis                  |
| 51-57   | ICW  | Intermarché-Circus-Wanty |
| 61-67   | ARK  | Team Arkéa-Samsic        |
| 73-77   | JAY  | Team Jayco AlUla         |
| 81-87   | TFS  | Trek-Segafredo           |
| 91-97   | COR  | Corratec Selle Italia    |
| 101-107 | LTD  | Lotto Dstny              |

| N.      | Cod. | Squadra                      |
| ------- | ---- | ---------------------------- |
| 111-117 | Q36  | Q36.5 Pro Cycling Team       |
| 121-127 | TEN  | TotalEnergies                |
| 131-137 | CHE  | Tudor Pro Cycling Team       |
| 141-147 | MGK  | MG.K Vis Colors for Peace    |
| 151-157 | PUS  | P&S Benotti                  |
| 161-165 | SVL  | Saris Rouvy Sauerland Team   |
| 171-177 | RSW  | Team Felbermayr-Simplon Wels |
| 181-187 | LKH  | Team Lotto-Kern Haus         |
| 191-197 | VBG  | Team Vorarlberg              |
| 201-207 | SUI  | Svizzera                     |

## Ordine d'arrivo (Top 10)
| Pos. | Corridore         | Squadra | Tempo    |
| ---- | ----------------- | ------- | -------- |
| 1    | Thibau Nys        | Trek    | 4h18'29" |
| 2    | Marc Hirschi      | UAE     | s.t.     |
| 3    | Pello Bilbao      | Bahrain | s.t.     |
| 4    | Marco Haller      | Bora    | s.t.     |
| 5    | Alexander Kamp    | Tudor   | a 1"     |
| 6    | Filippo Baroncini | Trek    | s.t.     |
| 7    | Benoît Cosnefroy  | AG2R    | s.t.     |
| 8    | Felix Engelhardt  | Jayco   | a 2"     |
| 9    | Jesús Herrada     | Cofidis | s.t.     |
| 10   | Élie Gesbert      | Arkéa   | a 3"     |